# Modigliani, tres días en Montparnasse
Modigliani, tres días en Montparnasse (titulada Modì, Three Days on the Wing of Madness en inglés y Modì - Tre giorni sulle ali della follia en italiano) es una película dramática biográfica de 2024 basada en la vida del artista italiano Amedeo Modigliani. Está dirigida por Johnny Depp, a partir de un guion de Jerzy y Mary Kromolowski, que está basado en la obra Modigliani de Dennis McIntyre.
Producida por IN.2 Film de Depp, Salome Productions, Barry Navidi Productions y Proton Cinema, es una coproducción entre el Reino Unido, Italia y Hungría. Está protagonizada por Riccardo Scamarcio en el papel de Modigliani, con Luisa Ranieri, Antonia Desplat y Stephen Graham en papeles secundarios, y un cameo de Al Pacino, quien también fue productor del filme. La historia de vida del artista, que ya fue adaptada en Modigliani (2004), es el segundo trabajo como director de Depp, después del filme The Brave (1997).
Modigliani, tres días en Montparnasse se estrenó en el Festival Internacional de Cine de San Sebastián el 24 de septiembre de 2024. Obtuvo los premios Capri Cult Award y Cult Movie of the Year Award en el Festival Internacional de Cine de Capri Hollywood, antes de su proyección en el Festival de Cine de Roma el 26 de octubre. Se estrenó en los cines de Italia el 21 de noviembre.

## Trama
La película explora dos días caóticos en la vida del artista bohemio italiano Amedeo Modigliani, conocido por sus amigos como «Modì», que vive en París y huye de la policía. Su deseo de poner fin a su carrera y abandonar la ciudad es rechazado por otros bohemios: el artista francés Maurice Utrillo, el bielorruso Chaim Soutine y la musa inglesa Beatrice Hastings. Modì busca el consejo de su amigo el marchante de arte polaco Léopold Zborowski, pero el caos llega a un punto culminante cuando se enfrenta a un coleccionista que podría cambiar su vida.

## Reparto
- Riccardo Scamarcio como Amedeo Modigliani
- Antonia Desplat como Beatrice Hastings
- Stephen Graham como Léopold Zborowski
- Bruno Gouery como Maurice Utrillo
- Ryan McParland como Chaim Soutine
- Luisa Ranieri como Rosalie Tobia
- Sally Phillips como esposa del general
- Al Pacino como Maurice Gangnat
- Benjamin Lavernhe como Monsieur Petit
- Viorica Manole como cantante
- Ionita Manole como cantante

## Producción

### Desarrollo
A finales de los años 1970, a Al Pacino se le ocurrió por primera vez la idea de hacer una película biográfica sobre Amedeo Modigliani basada en la obra Modigliani de Dennis McIntyre. El productor de cine estadounidense Keith Barish compró los derechos de la obra y le dio a Pacino el control creativo total. Luego, Pacino llevó a Richard Price a París para comenzar a escribir el guion, utilizando la obra como base para la película. Inicialmente, el guion fue confiado al cineasta Francis Ford Coppola para que lo dirigiera, en 1979, con Bernardo Bertolucci y Martin Scorsese como segunda y tercera opción según Pacino, respectivamente. Después de ser rechazado por Coppola, Pacino le presentó el guion a Scorsese, quien quedó impresionado. Los dos enfrentaron grandes dificultades para producir la película en la década de 1980, debido a que los estudios no querían financiarla.
Mick Davis escribió un guion de Modigliani en la década de 1990 y se lo envió a Scorsese, a quien le gustó. «Martin Scorsese me dijo que es uno de los mejores guiones que jamás haya leído y que podría convertirse en una película o en una obra de teatro», dijo Davis en una entrevista en 2014. Pacino y 20th Century Studios recibieron el guion poco después y estaban conformes con él, pero sugirieron que Davis combinara la nueva versión del guion con la anterior. En este momento se consideraba que Pacino era el director, con Johnny Depp desempeñando el papel principal de Modigliani. Davis, que no estaba satisfecho con la idea de combinar las dos versiones del guion, decidió realizar su versión de la película en 2004.
Según Barry Navidi, alrededor de 2012, él y Al Pacino estaban hablando sobre el proyecto, con la idea de que Depp interpretara el papel de Modigliani. Sin embargo, no lograron hacerlo realidad debido a la apretada agenda de Depp en ese momento. Pacino se comunicó por primera vez con el actor para pedirle que dirigiera la película antes de que comenzara la pandemia de COVID-19 en 2020.

### Preproducción
En agosto de 2022, se anunció que Depp dirigiría y produciría Modigliani, una película sobre Amedeo Modigliani, coproducida junto a Pacino y Barry Navidi. La película está basada en una obra de Dennis McIntyre y adaptada para la pantalla por Jerzy y Mary Kromolowski. Es el primer trabajo como director de Depp desde The Brave, estrenada en 1997, en la que protagoniza junto a Marlon Brando. También es la tercera colaboración de Depp con Pacino, siendo la primera Donnie Brasco y la segunda Jack y Jill. Depp expresó su admiración por Modigliani en una declaración oficial: «Me siento increíblemente honrado de llevar a la pantalla la saga de la vida del Sr. Modigliani. Fue una vida de grandes dificultades, pero con un eventual triunfo. Una historia universalmente humana con la que todos los espectadores pueden identificarse». Pacino, quien inicialmente le propuso la idea de dirigir la película a Depp, declaró: «Esta es una parte de la vida de Modì y no una biografía. Ha sido un sueño para mí trabajar con Johnny otra vez; es un verdadero artista con una visión asombrosa para llevar esta gran historia a la pantalla».
En mayo de 2023, la película pasó a llamarse Modì y se anunciaron los primeros integrantes del reparto. Riccardo Scamarcio y Pierre Niney fueron elegidos para los papeles principales como Amedeo Modigliani y Maurice Utrillo respectivamente, mientras que Pacino fue elegido como Gangnat. Según declaraciones de Depp, la elección de Scamarcio estuvo motivada en gran parte por la intensidad de su mirada, la cual le recordó a la de Oliver Reed. Depp también destacó que percibió en Scamarcio una combinación singular de la energía de Reed con Marcello Mastroianni. La película fue vendida para su distribución durante el Festival de Cine de Cannes de 2023 por la productora The Veterans. El 31 de agosto de 2023, se anunció que Modigliani, tres días en Montparnasse contaría con el respaldo financiero de la Red Sea Film Foundation, que también había apoyado a Jeanne du Barry de Maïwenn, en la que Depp interpretó uno de los papeles principales. El 11 de septiembre, poco antes de que comenzara el rodaje en Budapest, se anunció que Pierre Niney había renunciado a su papel debido a un conflicto de agenda con otra película que estaba filmando, mientras que Luisa Ranieri, Antonia Desplat, Stephen Graham, Bruno Gouery, Ryan McParland, Benjamin Lavernhe y Sally Phillips se unieron al elenco. El 11 de octubre, las cantantes rumanas de taraf Viorica e Ionita Manole anunciaron en Instagram que iba a aparecer en la película como cantantes, actuando para Modigliani y sus amigos.

### Rodaje
La filmación comenzó en septiembre de 2023, en Budapest, Hungría. Algunas escenas se rodaron cerca del jardín Károlyi, donde las calles estaban decoradas para parecerse al París de la década de 1910. Esto provocó avistamientos del elenco y de Depp, y publicaciones que mostraban las ubicaciones en las redes sociales de Hungría. Aunque se había anunciado que el rodaje iba a trasladarse a Italia en una fecha posterior, el 4 de noviembre de 2023 se reveló que el rodaje había terminado en Budapest, y el elenco y el equipo publicaron fotos y celebraron en Instagram. Unos días después, Depp recurrió a Instagram para agradecer al equipo y al elenco por su trabajo en el proyecto. Las escenas en las que aparece Pacino se filmaron en Los Ángeles en enero de 2024. También se rodaron escenas adicionales en Turín el 20 y 21 de febrero de 2024.

### Posproducción
El 18 de enero de 2024, justo después de finalizar el rodaje en Los Ángeles, se publicaron las primeras imágenes del set, junto con una declaración de Depp:

Emprender este viaje cinematográfico como director de Modigliani, tres días en Montparnasse ha sido una experiencia increíblemente gratificante y transformadora. Me gustaría expresar mi profunda gratitud a todo el elenco, el equipo y los productores por su inquebrantable compromiso y creatividad. A Al, quien me pidió que hiciera esta película, ¿cómo podría negarme a Pacino? Un sincero reconocimiento por contribuir generosamente con su talento y dedicación a este proyecto. Modì es un testimonio del espíritu colaborativo del cine independiente y estoy emocionado de presentar esta historia única y cautivadora al mundo.

En agosto de 2024, se añadió Three Days on the Wing of Madness como subtítulo. La película está producida por IN.2 de Depp, una compañía europea hermana de Infinitum Nihil, con sede en Los Ángeles, Salome Productions, Barry Navidi Productions y The Veterans, con producción local en Budapest a cargo de Proton Cinema. Modì, Three Days on the Wing of Madness está dedicada al músico de rock Jeff Beck, quien era un amigo cercano de Depp.

## Estreno
La película se estrenó fuera de competición en el 72º Festival Internacional de Cine de San Sebastián el 24 de septiembre de 2024, donde fue recibida con elogios y una larga ovación por parte del público. Se estrenó en Italia en el 19º Festival de Cine de Roma el 26 de octubre de 2024 como película de clausura, antes de ser estrenada en cines a nivel nacional por Be Water el 21 de noviembre de 2024.

### Taquilla
Al 2 de julio de 2025, Modigliani, tres días en Montparnasse recaudó 486 146 dólares.